# Det Nordjyske Mediehus
Det Nordjyske Mediehus er en dansk mediekoncern med hovedsæde i Aalborg.
Koncernen blev grundlagt i 1994 som NORDJYSKE Medier og ændrede sit navn til det nuværende i 2021. Koncernens aktiviteter er opdelt i Nordjyske medieaktiviteter, nationale medieaktiviteter, skandinaviske B2B-aktiviteter og beskæftigede i 2023 ca. 475 medarbejdere. Administrerende direktør er Morten Vinther Jensen og ansvarshavende chefredaktør siden 11. august 2023 er Kevin Walsh.
I 2019 nedlagde mediekoncernen sin tv-station 24Nordjyske. Samme år meddelte Nordjyske Medier, at Morsø Folkeblad skal lukke, hvilket skete senere på året.
I februar 2024 offentliggjorde mediehuset, at det fra senest 2027 dropper papiravisen og e-avisen. Meldingen kom i kølvandet på, at man i januar meldte ud, at løssalget af papiravisen er indstillet.

## Koncernens medieaktiviteter
Nordjyske medieaktiviteter omfatter primært udgivelsen af dagbladene NORDJYSKE Stiftstidende og Morsø Folkeblad, radiostationerne ANR, Radio Nordjyske, tv-kanalen 24Nordjyske, webportalen nordjyske.dk samt en række websites og udgivelse af 23 lokale ugeaviser. Medieaktiviteterne har hovedsæde i Aalborg og har desuden redaktioner i Frederikshavn, Hjørring, Thisted, Hobro og Nykøbing Mors. Herudover er Nordjyske Distribution omdeler af aviser, pakker og reklametryksager i hele Nordjylland.[kilde mangler]
Nationale medieaktiviteter omfatter primært et digitalt annoncenetværk.[kilde mangler]
Skandinaviske B2B-aktiviteter omfatter udvikling af internetmedier og tilknyttede portaler inden for B2B-medier og dækker nyheder fra nordisk erhvervsliv med særligt fokus på de enkelte brancher. Der udgives nogle af Danmarks ældste og mest læste fagmedier på print og digitalt samt digitale branche-medier i Danmark, Sverige og Norge gennem datterselskabet Nordiske Medier.

## Ugeaviser
- Fjerritslev Ugeavis
- Hadsund Folkeblad
- Hals Avis
- Hanbo-Bladet
- Hirtshals & Bindslev Avis
- Hobro Avis
- Lokalavisen Frederikshavn
- Læsø Posten (abon.avis)
- Løkken Folkeblad
- Morsø Folkeblads Ugeavis
- Oplandsavisen
- Pandrup Lokalavis
- Rold Skov Bladet
- Sindal Avis
- Skagen Onsdag
- Sæby Folkeblad
- Thisted Posten
- Thylands Avis
- Uge-Avisen Svenstrup
- Vendelbo Posten
- Vesthimmerlands Folkeblad
- Østhimmerlands Folkeblad
- Østvendsyssel Avis
- Aabybro Posten
- aalborg:nu